# 조니 레이

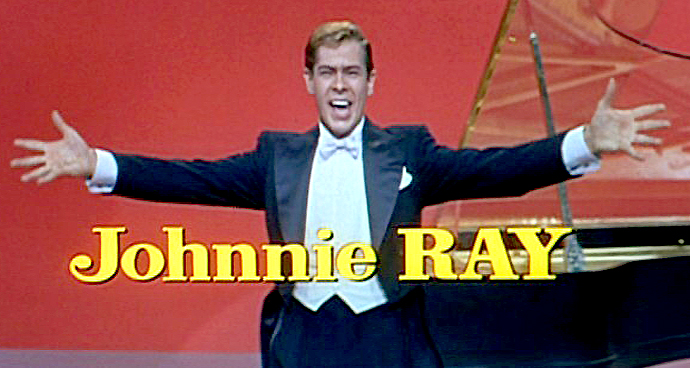
조니 레이(1954년)

조니 레이(Johnnie Ray, 1927년 ~ 1990년)는 미국의 가수이다. 오리건주의 댈러스에서 태어났다. 소년 시절에 사고를 당해 청각을 잃었으나, 의지가 굳센 그는 가수를 지망하여 1951년에 컬럼비아 사에 입사하였다. 이후 자작곡 《크라이》가 큰 인기를 얻었다. 절규형의 창법으로 우는 사나이라는 별명을 듣기도 하였다.